# Le Roman du Jeudi
Le Roman du Jeudi est une collection littéraire destinée aux enfants, créée en 1934 par les Éditions Rouff.
Comme son nom l'indique, chaque jeudi, jour de congé scolaire, paraissait un petit roman sous forme de fascicule de 32 pages.
La série continuera jusqu'en 1937 avec 160 titres publiés.

## Liste des titres
- 1 Praline et Rigolo  par Line Deberre, 1934
- 2 Sans-Cervelle par Thérèse Lina
- 3 La Petite Bouquetière par Léonce Prache
- 4 Jojo détective par Marguerite Geestelink
- 5 L'Incorrigible Jacqueline par Jeanne Desroses
- 6  Poupée d'un sou par Félix Celval
- 7 L'Oncle Pouf par Claude April
- 8  Un garçon trop ingénieux par Camille Mautan
- 9 Suzanne l'intrépide par Max Vallotte
- 10 Orpheline par Léonce Prache
- 11 Les Farces d'un chimpanzé par Edmond de Lanzac
- 12 Le Cousin d'Amérique
- 13 Micheline en vacances par Claude April
- 14 Les Aventures du père Croquelot par Camille Mautan - Dessin de Thomen
- 15  Bob et Raki par Marguerite Geestelink
- 16 Coquette par Thérèse Lina
- 17  La Famille Piquenbois par Line Deberre
- 18  Deux bons petits cœurs par Denyse Macer
- 19 Friquette aux cheveux rouges par Max Vallotte, 1934
- 20 Louisette et son frère  par Léonce Prache
- 21 L'Aventure de Marie-Claude par Jeanne Simon
- 22 Le brave colonel Pampelune par Claude April, 1934
- 23 Petit Démon par Michel Nour
- 24 Le Secret du père Sabot par V. Dell Souriau
- 25 L'Ile aux six Robinsons par Marguerite Geestelink
- 26 Le Diable au corps par Line Deberre
- 27 Le Chien du saltimbanque par Camille Mautan
- 28 Le Seigneur du château rose par Claude April
- 29 Enlevées par E. Fournier
- 30 Le Tour du monde de Colette par Félix Celval
- 31 Le Petit Cœur de Pierrette  par Léonce Prache
- 32 Quatre petits diables par Max Vallotte
- 33 Les Frayeurs de grand'-mère par Jeanine-Pierre Ferber
- 34 La Teigne et Jujube par Marguerite Geestelink
- 35 Boule de gomme par Félix Celval
- 36  L'Enfant trouvée par Léonce Prache
- 37  Deux amis fidèles par Denise Laur
- 38  La Sauvageonne par Denyse Macer
- 39  Le Roman de Piétri par José Douro, 1934
- 40  Pauvre petite par E. Fournier
- 41 La Famille Piedechou par Claude April
- 42 La Petite Orpheline par Line Deberre
- 43 Un cheveu dans la soupe par Camille Mautan
- 44 Simone et son chien par Maurice Hamel
- 45 Yette danseuse par V. Dell Souriau
- 46 Amies quand même par Léonce Prache
- 47  Perdue par Jeanne Simon
- 48 Pour devenir championne par Thérèse Lina
- 49 L'Infortuné Monsieur Pastille par Camille Mautan
- 50  Le Sac de Mme Lemplumé par Max Vallotte
- 51 La Maison aux cent gosses par Félix Celval
- 52 Le Mystère du vase de Chine par Michel Nour
- 53 Le Bracelet volé par Rose Dumont
- 54 Les Aventures de Boull par Claude Valdès
- 55 Maco et Luco par Max Danset
- 56 La Ruse de Nicole par Juliane Ossip
- 57 La rose d'Occident par Léonce Prache, 1935
- 58 Un heureux caractère par Max Vallotte
- 59 Un canard à trois pattes par Camille Mautan
- 60 Jacquotte et sa mère par Denyse Macer
- 61 Belle-humeur par Félix Celval
- 62 Une famille bruyante par Denise Laur
- 63 Les Aventures d'un parapluie par Thérèse Lina
- 64 Bastien le chevrier par Albert Bonneau, 1935
- 65  La Fillette du pavillon rose par Juliane Ossip
- 66 Le Trésor du père Sosthène par Marguerite Geestelink
- 67  Les Deux Vagabonds par V. Dell Souriau
- 68 Une bande joyeuse par Jeanine-Pierre Ferber
- 69 Le Mensonge de la fermière par Line Deberre
- 70  Claude et Claudette par Max Vallotte
- 71 La Pupille du capitaine Boitaclou par Denyse Macer
- 72 Tante Edredon par Félix Celval
- 73 La Protégée de Pierre-qui-roule par Léonce Prache
- 74 Un ours mal léché par Camille Mautan
- 75 Fauvette et Papillon par Albert Bonneau
- 76 Une Mauvaise camarade par Denise Laur
- 77 Mademoiselle Roseau-Fleuri par Paul Cervières
- 78  Jimmy, le petit acrobate par Marguerite Geestelink
- 79  Villa Tranquille par Jeanine-Pierre Ferber
- 80 Bécasse et malicieux par Line Deberre
- 81 Une Poule mouillée par Camille Mautan
- 82 L'Exploit de Bamboula par El Macho
- 83 Doudou par Félix Celval
- 84  le Secret du petit mousse par Emmanuel Fournier
- 85  Zette et Cie détectives par Léonce Prache
- 86  les Ambitions de Marcel par Robert Pedro
- 87  Criquette par Gilles Hersay
- 88  la Maison sur l'eau par Marguerite Geestelink
- 89  Deux petits chercheurs d'aventures par Marc Danset
- 90  le Château de Mademoiselle Colombe par Claude Allin
- 91  Jip et Mitsou par H. Didier-Delorme
- 92  la Poule qui a des dents par Delphi Fabrice
- 93  Biquet et Biquette par André Bernard
- 94  l'Institutrice de Monique par Rodolphe Bringer
- 95  Zou-Zou, le bon nègre par Max Vallotte
- 96  les Farces de Paul par Robert Pedro
- 97  Vaillante et Fanfaron par A. Hache
- 98 Une drôle de partie de plaisir par Delphi Fabrice
- 99 La cassette du Père Hérouet par Line Deberre, 1936
- 100  Chipette par Denise Touchon
- 101  la Petite étrangère par Juliane Ossip
- 102 Poil-de-Brique et Tortillard par Camille Mautan
- 103  Fil-de-Fer et Vert-de-Gris par Rodolphe Bringer
- 104  l'Ecole à roulettes par R. Lortac
- 105  Perdus dans Paris par Léonce Prache
- 106   L'Héritage de Simone par Gilles Hersay
- 107   Les Deux chevaliers par Marc Danset
- 108 Mimi l'orgueilleuse par El Macho
- 109  Toto, Marie et ses tantes par Jeanine-Pierre Ferber
- 110 Une jeune vedette par Line Deberre
- 111  L'Auberge des hirondelles par Juliane Ossip
- 112 L'intrépide Bébert par Rodolphe Bringer
- 113   Détective en herbe par H. Didier Delorme
- 114  Fille manquée par Denise Touchon
- 115  les Imprudences de Bob par Thérèse Lina
- 116   Mademoiselle Casse-Tout par Félix Celval
- 117  l'Enlèvement de Guignol par André Bernard
- 118  Tic et Tac par Léonce Prache
- 119  Titiou et son pingouin par Marguerite Geestelink
- 120  la Reine des lutins par J.-P. Ferber
- 121 Médor et Zinzoline par Michel Nour, 1936
- 122  le Canard de Nanette par S. Bridier
- 123  le Cirque Bourrichon par Pierre Corbiers
- 124  Mauvaises Têtes, bons cœurs par Gilles Hersay
- 125  les Mésaventures de Serge par Robert Pédro
- 126  la Maison du vent par Adam de Villiers
- 127  le Roi des charcutiers par Delphi Fabrice
- 128  Trois méchants garnements par Marhuerite Geestelink
- 129  le Château du paradis par Félix Celval
- 130  Jujube le dégourdi par Albert Bonneau
- 131  Un drôle de coco par Camille Mautan
- 132  l'Aventure de Rosette par Line Deberre
- 133  le Petit Roi de la forêt par El Macho
- 134  la Guenon de Suzy par René Virard
- 135  Un petit tyran par Léonce Prache
- 136  le Jeune Crieur de journaux par A. Bernard
- 137 Monsieur Pétache par Rodolphe Bringer, 1936